# Xizangiana benae
Espèce
Xizangiana benae est une espèce d'araignées aranéomorphes de la famille des Gnaphosidae.

## Distribution
Cette espèce est endémique du Tibet en Chine,. Elle se rencontre dans le district de Chengguan.

## Description
Le mâle holotype mesure 3,04 mm et la femelle paratype 4,09 mm, les mâles mesurent de 3,04 à 3,30 mm et les femelles de 4,11 à 4,89 mm.

## Systématique et taxinomie
Cette espèce a été décrite par Liu et Zhang en 2023.

## Étymologie
Cette espèce est nommée en l'honneur de Yi-ru Ben. 

## Publication originale
- Liu, Wang & Zhang, 2023 : « Revision of the genus Xizangiana Sherwood, Li & Zhang, 2022, with descriptions of five new species (Araneae: Gnaphosidae). » Zootaxa, no 5346(4), p. 443-468.